# Каталина Арпадовић
Каталина Арпад (средина 13. века — после 1316) била је угарска принцеза и српска краљица, супруга краља Драгутина.
Брак Драгутина и Каталине закључен је 1268. године ради учвршћења мировног споразума између Србије и Угарске. Од 1276. до 1282. године носила је титулу српске краљице. О угарској принцези сачувано је мало података у биографијама архиепископа Данила. Надживела је мужа, јер се помиње на државном сабору кога је Драгутин сазвао непосредно пред своју смрт. Година смрти краљице Каталине није позната. Драгутину је родила двојицу синова: Владислава и Урошица, као и ћерке Јелисавету, Катарину, Маргариту и Урсу(лу). Каталинин лик сачуван је на фрескама у Цркви Светог Ахилија у Ариљу и у Ђурђевим Ступовима код Новог Пазара.

## Биографија

### Породица
Каталина је била ћерка угарског краља Стефана V Арпада и његове супруге Јелисавете Куманке. Рођена је средином 13. века, када се на угарском престолу налазио њен деда, Бела IV (1235-1270). Каталинин отац Стефан V је са Јелисаветом имао још петоро деце: Ладислав IV, угарски краљ који је 1272. године наследио оца и владао до своје смрти 1290. године, Андрија, славонски војвода, Марија, напуљска краљица, као супруга Карла II Анжујског, Јелисавета, која ће се касније удати за Драгутиновог брата Милутина и Ана, прва супруга византијског цара Андроника II.

### Рани живот
Година рођења Кателине Арпад може се хронолошки сместити у период између 1249. и 1255. године. О њеној раној младости нема пуно података. Током грађанског рата у Угарској, старији краљ Бела IV успео је да након битке код Ишасега зароби супругу свога сина Стефана V, Јелисавету, заједно са децом. Може се претпоставити да је у заробљеништво тада пала и Кателина, мада се појединачно деца не набрајају у извору. Заробљење је могла избећи једино млађа Кателинина сестра, Јелисавета, која се тада налазила на Зечјем острву у Будиму. Рат је убрзо завршен, а Стефан, Кателинин отац, проглашен је младим краљем.

### Закључење брака
У историографији се склапање брака Драгутина и Каталине повезује са Српско-угарским ратом из 1268. године. Детаљи овог рата познати су само на основу угарске дипломатичке грађе, док се у српским изворима он не помиње. Пет повеља сведочи о нападу српског краља Уроша на Мачванску бановину 1268. године. Њоме је тада управљао унук угарског краља, Бела Ростиславић, који је од деде затражио помоћ у борби против српске војске. У одлучној бици Урош је поражен и заробљен. Присиљен је платити откупнину и прихватити услове мировног споразума. Један од услова било је и закључење брака Каталине и Драгутина којим је споразум требало да буде учвршћен. Такође, уведена је и титула "младог краља", по узору на сличну институцију у Угарској, којом је Драгутин одређен за очевог престолонаследника. Урош је преузео обавезу да сину одели део територије на управу.
Нема података да је брак склопљен управо 1268. године, али по свему судећи је управо тако и било. Драгутин се као зет угарског краља Стефана, Каталининог оца (који је Белу наследио 1270. године и владао до своје смрти 1272. године) помиње у споразуму између Угарске и Чешке, по завршетку рата Стефана и Отокара, као веран вазал угарског краља. Са друге стране, до српско-угарског повезивања браком Драгутина и Каталине могло је доћи и делом захваљујући угарском пореклу Јелене Анжујске, Драгутинове мајке. Гордон Мак Даниел је извео прилично убедљиву тезу да је Јелена била ћерка Јована Анђела од Срема, једног од најмоћнијих угарских великаша средином 13. века. Уколико се ова теза прихвати као тачна, Драгутин је 1284. године права на територије које је добио од Каталинине мајке могао темељити делом и на свом угарском пореклу.

### Српска краљица (1276-1282)
Каталинин отац Стефан је током своје двогодишње владавине вршио притисак на Драгутина да од оца захтева одељивање дела Србије на управу. О томе сведочанство налазимо у Драгутиновом житију архиепископа Данила у склопу "Живота краљева и архиепископа српских". Данило помиње Каталину на неколико места, описујући је увек лепим речима. Пишући са временске дистанце од преко 50 година, Данило је сублимирао догађаје који су се одигравали током више година, хронолошки смештајући притиске угарског краља у период близак грађанском рату до кога знамо да је дошло 1276. године. Међутим, како је Стефан умро 1272. године, притисци су морали доћи раније. Након Стефанове смрти, у Угарској избија борба око престола, у којој се као најмоћнији великаш издвојио Јоаким Гуткелед, заштитник Стефановог сина Ладислава и миљеник Јелисавете Куманке. По свему судећи је Драгутин управо од њих тражио помоћ за свргавање оца 1276. године, о чему сведочи помен Кумана у Драгутиновој војсци. Јелисавета Куманка, као мајка Каталине, могла је прижељкивати да њена ћерка постане српска краљица, а Јоаким би у Србији могао видети чвршћи ослонац када се на њеном престолу налазио Драгутин. У бици код Гацка Драгутин је на јесен 1276. године нанео пораз оцу и присилио га на абдикацију и повлачење у Хум. Убрзо је стекао опрост од мајке за свргавање оца и оделио јој део земље у приморју, наглашавајући разлику између себе и оца. Можда је део земље на управу добио и Драгутинов брат Милутин, мада извори не поткрепљују ту претпоставку.
Током шестогодишње Драгутинове владавине нема никаквих вести о Каталини као српској краљици. Абдикацијом у Дежеву 1282. године Драгутин је предао рашки престо брату Милутину, повинувши се жељи властеле којој није одговарала његова пасивна политика према Византији. Две године касније Драгутин је од Каталинине мајке добио Мачванску бановину, Усору и Соли, које су, заједно са територијама које је задржао 1282. године, ушли у састав његове Сремске земље. Након победе у рату са Дрманом и Куделином, куманским господарима Браничева, Драгутин је и ове територије прикључио Сремској земљи.

### Последње године
Следећи помен Драгутинове супруге је из 1310. године. Анонимни аутор Descriptio Europae Orientalis (Описа источне Европе) помиње је у лепом светлу, пишући о краљу Драгутину. Каталина се у Даниловим биографијама следећи пут помиње тек око 1314/15. године. У "Житију краљице Јелене" сачувана је прича о посети Каталине и Милутинове супруге Симониде Палеолог Јеленином гробу у манастиру Градац. До посете није могло доћи пре Јеленине смрти (фебруар 1314. године), а вероватно ни у време побуне Стефана Дечанског која се одиграла на пролеће исте године. Прецизније хронолошке одреднице није могуће дати. Драгутин се помиње као жив приликом Симонидине посете Београду, те је горња хронолошка граница март 1316. година. Милутинова супруга посетила је Драгутинову престоницу, те је са Каталином отишла у Градац да се поклони гробу своје свекрве.
Помен Каталине наилазимо и на крају Драгутиновог житија. Непосредно пред смрт Драгутин се замонашио, узимајући име Теоктист, након чега је сазвао сабор властеле на коме је предао престо сину Владиславу. Присуство Каталине забележено је на сабору. Ово је и последњи помен Каталине у писаним историјским изворима. Пишући о богоугодном животу краља Драгутина, Данило наводи како је сремски краљ "живео са супругом као са сестром". Не помиње се као жива у Барском родослову Гијома Адама који детаљније пише о владавини Драгутиновог сина Владислава након смрти краља Милутина (1321-1324). Каталинин лик је сачуван у облику фреске уз лик краља Драгутина у његовима задужбинама црква Светог Ахилија у Ариљу и капели манастира Ђурђеви ступови. У Троношком летопису из 1791. године наводи се да је Каталина ктитор манастира Троноше. Познато је да је Каталина умрла после краља Драгутина.

### Потомство
Каталина и Драгутин имали су двојицу синова:
- Стефан Владислав II, наследио оца на челу сремске земље. Милутин га је утамничио убрзо након Драгутинове смрти. Након Милутинове смрти 1321. године Владислав се ослободио и преузео власт над очевим територијама којима је управљао следеће три или четири године.
- Стефан Урошиц, умро као монах пре оца. Помиње се као очев кандидат за српског краља током грађанског рата Милутина и Драгутина (1299/1301-1311/12).

Стефан Урошиц је умро без деце, док је Владислав имао деце, али њихова имена нису позната. Они свакако нису узимали учешћа у политичком животу Србије.
Од кћери Каталине и Драгутина по имену је позната једино Јелисавета Немањић, удата за босанског бана Стефана I Котроманић. Преко ње је Драгутинова линија наставила да постоји, а босански краљ Твртко Котроманић ће 1377. године темељити своја права на угарску круну на основу свог порекла од краља Драгутина. Михаило Динић је доказивао постојање још две ћерке, Катарине и Магдалене, које се помињу у једном документу дубровачког државног архива као рођаке Јелене Анжујске. Могуће да је ћерка Каталине и Драгутина била и супруга Павла Шубића, по имену Урса или Урсула, преко које је овај био повезан са династијом Анжујаца.
- Стефан Владислав II.
- Урошиц.
- Јелисавета.

## Породично стабло
|  |                                  |  |  |  |  |  |  |  |  |  |  |  |  |  |  |  |
|  | 16. Бела III                     |  |  |  |  |  |  |  |  |  |  |  |  |  |  |  |
|  |                                  |  |  |  |  |  |  |  |  |  |  |  |  |  |  |  |
|  |                                  |  |  |  |  |  |  |  |  |  |  |  |  |  |  |  |
|  | 8. Андрија II Арпадовић          |  |  |  |  |  |  |  |  |  |  |  |  |  |  |  |
|  |                                  |  |  |  |  |  |  |  |  |  |  |  |  |  |  |  |
|  |                                  |  |  |  |  |  |  |  |  |  |  |  |  |  |  |  |
|  | 17. Агнеса од Антиохије          |  |  |  |  |  |  |  |  |  |  |  |  |  |  |  |
|  |                                  |  |  |  |  |  |  |  |  |  |  |  |  |  |  |  |
|  |                                  |  |  |  |  |  |  |  |  |  |  |  |  |  |  |  |
|  | 4. Бела IV                       |  |  |  |  |  |  |  |  |  |  |  |  |  |  |  |
|  |                                  |  |  |  |  |  |  |  |  |  |  |  |  |  |  |  |
|  |                                  |  |  |  |  |  |  |  |  |  |  |  |  |  |  |  |
|  | 18. Бертолд IV, гроф од Мераније |  |  |  |  |  |  |  |  |  |  |  |  |  |  |  |
|  |                                  |  |  |  |  |  |  |  |  |  |  |  |  |  |  |  |
|  |                                  |  |  |  |  |  |  |  |  |  |  |  |  |  |  |  |
|  | 9. Гертруда Меранска             |  |  |  |  |  |  |  |  |  |  |  |  |  |  |  |
|  |                                  |  |  |  |  |  |  |  |  |  |  |  |  |  |  |  |
|  |                                  |  |  |  |  |  |  |  |  |  |  |  |  |  |  |  |
|  | 19. Агнес од Рохлица             |  |  |  |  |  |  |  |  |  |  |  |  |  |  |  |
|  |                                  |  |  |  |  |  |  |  |  |  |  |  |  |  |  |  |
|  |                                  |  |  |  |  |  |  |  |  |  |  |  |  |  |  |  |
|  | 2. Стефан V Угарски              |  |  |  |  |  |  |  |  |  |  |  |  |  |  |  |
|  |                                  |  |  |  |  |  |  |  |  |  |  |  |  |  |  |  |
|  |                                  |  |  |  |  |  |  |  |  |  |  |  |  |  |  |  |
|  | 20. Манојло Ласкарис             |  |  |  |  |  |  |  |  |  |  |  |  |  |  |  |
|  |                                  |  |  |  |  |  |  |  |  |  |  |  |  |  |  |  |
|  |                                  |  |  |  |  |  |  |  |  |  |  |  |  |  |  |  |
|  | 10. Теодор I Ласкарис            |  |  |  |  |  |  |  |  |  |  |  |  |  |  |  |
|  |                                  |  |  |  |  |  |  |  |  |  |  |  |  |  |  |  |
|  |                                  |  |  |  |  |  |  |  |  |  |  |  |  |  |  |  |
|  | 21. Јована Кераца                |  |  |  |  |  |  |  |  |  |  |  |  |  |  |  |
|  |                                  |  |  |  |  |  |  |  |  |  |  |  |  |  |  |  |
|  |                                  |  |  |  |  |  |  |  |  |  |  |  |  |  |  |  |
|  | 5. Марија Ласкарис               |  |  |  |  |  |  |  |  |  |  |  |  |  |  |  |
|  |                                  |  |  |  |  |  |  |  |  |  |  |  |  |  |  |  |
|  |                                  |  |  |  |  |  |  |  |  |  |  |  |  |  |  |  |
|  | 22. Алексије III Анђео           |  |  |  |  |  |  |  |  |  |  |  |  |  |  |  |
|  |                                  |  |  |  |  |  |  |  |  |  |  |  |  |  |  |  |
|  |                                  |  |  |  |  |  |  |  |  |  |  |  |  |  |  |  |
|  | 11. Ана Комнина Анђелина         |  |  |  |  |  |  |  |  |  |  |  |  |  |  |  |
|  |                                  |  |  |  |  |  |  |  |  |  |  |  |  |  |  |  |
|  |                                  |  |  |  |  |  |  |  |  |  |  |  |  |  |  |  |
|  | 23. Еуфросина Дукина Каматерина  |  |  |  |  |  |  |  |  |  |  |  |  |  |  |  |
|  |                                  |  |  |  |  |  |  |  |  |  |  |  |  |  |  |  |
|  |                                  |  |  |  |  |  |  |  |  |  |  |  |  |  |  |  |
|  | 1. Каталина Арпадовић            |  |  |  |  |  |  |  |  |  |  |  |  |  |  |  |
|  |                                  |  |  |  |  |  |  |  |  |  |  |  |  |  |  |  |
|  |                                  |  |  |  |  |  |  |  |  |  |  |  |  |  |  |  |
|  | 12. Suthoi, Khan of Cumania      |  |  |  |  |  |  |  |  |  |  |  |  |  |  |  |
|  |                                  |  |  |  |  |  |  |  |  |  |  |  |  |  |  |  |
|  |                                  |  |  |  |  |  |  |  |  |  |  |  |  |  |  |  |
|  | 6. Шејхан или Котан?             |  |  |  |  |  |  |  |  |  |  |  |  |  |  |  |
|  |                                  |  |  |  |  |  |  |  |  |  |  |  |  |  |  |  |
|  |                                  |  |  |  |  |  |  |  |  |  |  |  |  |  |  |  |
|  | 3. Јелисавета Куманка            |  |  |  |  |  |  |  |  |  |  |  |  |  |  |  |
|  |                                  |  |  |  |  |  |  |  |  |  |  |  |  |  |  |  |
|  |                                  |  |  |  |  |  |  |  |  |  |  |  |  |  |  |  |